# Choritos a la chalaca
Choritos a la chalaca es la denominación de un plato de la gastronomía del Perú elaborado con choros cocidos (un molusco de la familia de los mejillones), cebolla y tomate picados, granos de maíz hervido, culantro y jugo de limón. Es uno de los platillos típicos del Callao (de ahí su patronímico «a la chalaca»).
La preparación se realiza en la propia valva de los choros cocidos, los cuales posteriormente se maceran en el jugo de limón y se le añade una ensalada, a modo de salsa criolla denominada «chalaca» o «chalaquita», con los demás ingredientes.
Se suele comer a modo de piqueo o entrante previo a otros platos marineros, como el ceviche o la jalea.